# Resolutie 21 Veiligheidsraad Verenigde Naties
Resolutie 21 van de Veiligheidsraad van de Verenigde Naties werd op
2 april 1947 met unanimiteit aangenomen.

## Inhoud
- Artikel °75 van het Handvest van de Verenigde Naties voorzag in de oprichting van een beheersysteem voor territoria die onder haar gezag werden geplaatst.
- Volgens artikel °77 mag het beheersysteem toegepast worden op nu gemandateerde territoria.
- Op 17 december 1920 besliste de Raad van de Volkenbond de Duitse koloniën ten noorden van de evenaar onder Japans mandaat te plaatsen.
- Na de Tweede Wereldoorlog had Japan (dat aan Duitse kant stond) geen gezag meer over deze eilanden.

De Veiligheidsraad besliste daarom het volgende:
1. De Pacifische eilanden die onder Japans mandaat stonden worden als strategisch gebied beschouwd en onder het beheersysteem geplaatst.
2. De Verenigde Staten worden aangeduid als beheerder.
3. De beheerder heeft volledige autoriteit en jurisdictie over de eilanden.
4. De beheerder zal de doelstellingen van het beheersysteem toepassen op de bevolking van de eilanden.
5. De beheerder zal verzekeren dat de eilanden mee instaan voor de wereldvrede en -veiligheid en mag daartoe:
  1. militaire installaties neerpoten;
  2. er troepen stationeren;
  3. gebruikmaken van vrijwilligerstroepen, lokale verdediging en ordehandhaving.
6. De beheerder moet:
  1. de inwoners meer en meer betrekken bij het bestuur en op hun wens naar onafhankelijkheid leiden;
  2. de eilanden economisch vooruithelpen;
  3. de inwoners sociaal vooruithelpen en hun recht op vrijheid en gezondheid beschermen;
  4. het onderwijs van de inwoners vooruithelpen.
7. De beheerder garandeert de inwoners vrijheid van meningsuiting, pers, samenscholing, godsdienst en beweging.
8. En hij zal verder:
  1. alle inwoners en organisaties van de lidstaten van de Verenigde Naties op de eilanden gelijk behandelen;
  2. alle VN-landen en de burgers daarvan gelijk behandelen in de justitie;
  3. vliegrechten op de eilanden moeten in aparte akkoorden met de beheerder overeengekomen worden;
  4. verdragen en akkoorden mogen afsluiten voor de inwoners.
9. De beheerder mag de eilanden op het vlak van douane, belastingen en administratie samenvoegen met andere gebieden onder haar jurisdictie.
10. De beheerder mag in commissies zetelen en samenwerken met internationale organisaties.
11. De beheerder moet de inwoners:
  1. de nationaliteit van het beheerde gebied geven;
  2. diplomatiek beschermen als ze in het buitenland zijn.
12. De beheerder moet de nodige lokale wetten uitvaardigen om de bepalingen in deze resolutie ten uitvoer te brengen.
13. De bepalingen in de artikels °87 en °88 van het Handvest zijn in voege. De beheerder mag bepalen in hoeverre ze in voege zijn in gebieden die soms om veiligheidsredenen afgesloten worden.
14. De beheerder moet toepasselijke bepalingen uit internationale conventies of aanbevelingen uitvoeren die artikel °6 van deze overeenkomst ten goede komen.
15. De bepalingen in deze overeenkomst (resolutie) mogen niet gewijzigd worden zonder de toestemming van de beheerder.
16. Deze overeenkomst wordt van kracht na goedkeuring van de VN-Veiligheidsraad en de Amerikaanse overheid.

## Verwante resoluties
- Resolutie 70 Veiligheidsraad Verenigde Naties (1949)
- Resolutie 683 Veiligheidsraad Verenigde Naties (1990)

Lijst ·  16 ·  17 ·  18 ·  19 ·  20 ·  21 ·  22 ·  23 ·  24 ·  25 ·  26 ·  27 ·  28 ·  29 ·  30 ·  31 ·  32 ·  33 ·  34 ·  35 ·  36 ·  37